# Kalamai (dessert)
Pour les articles homonymes, voir Kalamai.
Pour l’article ayant un titre homophone, voir Kalamay.

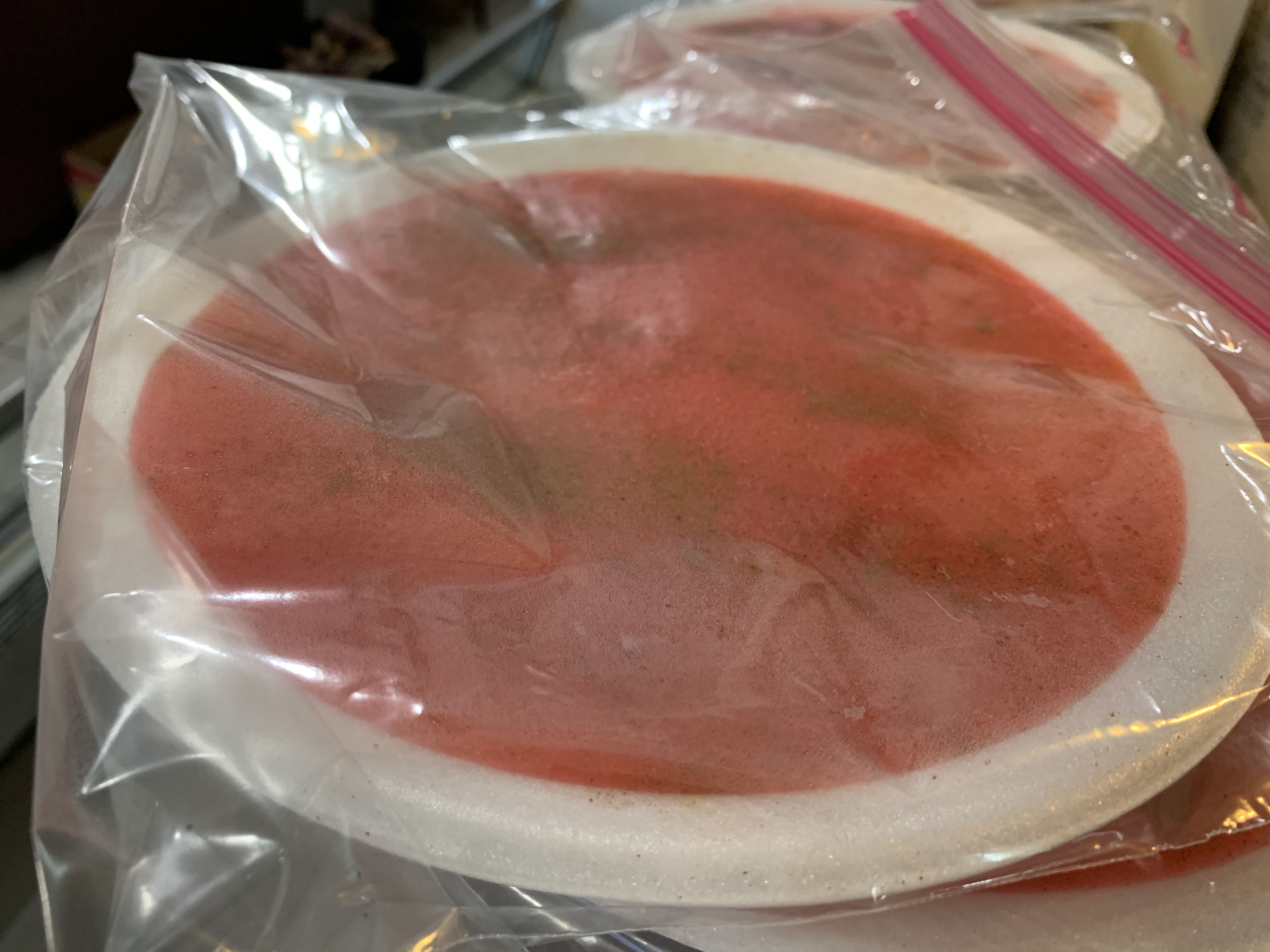
Kalamai.

Le kalamai est un dessert traditionnel chamorro à base de maïs et de noix de coco, souvent appelé « gelée de coco », même si la gélatine n'y est pas additionnée. Les versions d'origine du kalamai utilisent du masa, du lait de coco, du sucre et de l'eau. Par la suite, de la fécule de maïs a été ajoutée pour épaissir le dessert. Du colorant alimentaire rouge ou vert peut être utilisé pour égayer le dessert, suivi d'une pincée de cannelle sur le dessus. Certaines recettes ont ajouté de la vanille comme arôme supplémentaire.
La pâte du kalamai, une fois épaissie, est traditionnellement versée dans un plat à petits bords. Le dessert est refroidi, puis découpé en carrés.
La version « pudding » du kalamai a une texture très douce et crémeuse, et est servi à la façon d'une part de tarte. La version gélatineeuse donne un dessert ferme comme du Jell-O. Il peut être mangé avec les doigts. Les deux versions du kalamai ont une saveur marquée de noix de coco et de masa,,.